# D-阿拉伯糖1-脱氢酶 (NAD(P)+)
D-阿拉伯糖1-脱氢酶 [NAD(P)+]（EC 1.1.1.117（页面存档备份，存于）），是一种以NAD+或NADP+为受体、作用于供体CH-OH基团上的氧化还原酶，化学式为C1761H2765O518N457S8。这种酶能催化以下酶促反应：
D-阿拉伯糖 + NAD(P)+ {\displaystyle \rightleftharpoons } D-阿拉伯糖-1,4-内酯 + NAD(P)H + H+
D-阿拉伯糖1-脱氢酶 [NAD(P)+]还能作用在L-半乳糖、6-脱氧乳糖以及3,6-二脱氧-L-半乳糖上。

## 结构研究
至2007年末，这类酶仅被解析出一个三级结构，其PDB编码为2H6E。